# Jan Boer (burgemeester)
Johan (Jan) Boer (Vierpolders, 24 juni 1908 – Heino, 15 juli 2008) was een Nederlands bestuurder en politicus van de VVD.
Hij werd geboren als zoon van Daniël Boer (1879-1967) en
Wilhelmina de Jongh (1880-1968). Zijn vader was hervormd predikant en het gezin verhuisde rond 1911 naar Grootebroek en in 1922 naar Den Haag. Zelf ging hij in 1929 werken bij de Internationale Handels- en Credietvereniging Rotterdam (Internatio) en als jongste bediende van dat bedrijf vertrok hij begin 1932 naar Nederlands-Indië. Hij was daarnaast reserve eerste luitenant bij de artillerie. Japan veroverde in 1942 Nederlands-Indië en hij werd enkele jaren opgesloten in een Jappenkamp. Boer was rond 1953 opgeklommen tot de directeur van Inernatio in het intussen onafhankelijk geworden Indonesië. Vele Nederlandse bedrijven in dat land werden in 1957/1958 onteigend (Zwarte Sinterklaas) en ook Internatio kreeg daarmee te maken. In mei 1958 keerde hij terug naar Nederland en kort daarop werd hij benoemd tot burgemeester van de Drentse gemeente Dalen. Op zijn verzoek werd hem met ingang van 15 februari 1966 ontslag verleend omdat hij als commercieel directeur ging werken bij de textielfabriek 'Mooi River Textiles' in Mooirivier (Zuid-Afrika). Boer keerde daarna terug naar Nederland en overleed in 2008 op 100-jarige leeftijd.